# Ведерніков Микола Степанович
Микола Степанович Ведерніков (18 червня 1925 — 29 грудня 2011) — учасник Другої світової війни, командир кулеметного розрахунку 969-го стрілецького полку 273-ї стрілецької дивізії 6-ї армії 1-го Українського фронту, старшина.

## Біографія
Народився в селі Верхні Татишли Татишлинського району Башкортостану. Незабаром його сім'я переїхала в Чернушинський район Пермської області.
У Червоній армії з 1943 року, після закінчення тримісячних курсів молодших командирів з липня 1943 року учасник війни.
Командир кулеметного розрахунку старший сержант М.С. Ведерніков відзначився в серпні 1944 року при форсуванні річки Вісли, утримання та розширення Дороткинського плацдарму (Польща). На висоті 207,8 під час атаки противника він підпустив атакуючих на близьку відстань і знищив з кулемета до 150 німецьких солдатів і офіцерів.
У місті Штригау (Німеччина) з 14 по 18 лютого 1945 року в критичну хвилину бою ліг за кулемет, розрахунок якого вибув з ладу, і відбив атаку противника. Всього в боях за місто Штригау М.С. Ведерніковим відбито 8 атак і знищено до роти гітлерівців, подавлений вогонь 2-х кулеметних точок.
У боях за місто Бреслау (Вроцлав, Польща) 10 березня 1945 року старший сержант Ведерніков М. С., підтримуючи просування штурмової групи, вогнем свого кулемета знищив 3 кулеметні точки противника, завдяки чому штурмова група без втрат оволоділа кварталом.
З літа 1944 року М.С. Ведерніков чудово опанував мистецтвом снайперської справи. До кінця війни вогнем з кулемета і снайперської гвинтівки він особисто винищив до 300 гітлерівців.
Указом Президіуму Верховної Ради СРСР від 26 червня 1945 року за зразкове виконання бойових завдань командування та проявлені мужність і героїзм в боях з німецько-фашистськими загарбниками старшому сержанту Ведернікову Миколі Степановичу присвоєно звання Героя Радянського Союзу із врученням ордена Леніна і медалі «Золота Зірка» (№ 8642).
Після війни Ведерніков М. С. демобілізувався в званні старшина. Працював у Пермській області комбайнером, бригадиром рільничої бригади, інженером з техніки безпеки конезаводу. За високі врожаї нагороджений орденом Леніна. Жив у селі Тауш Пермської області, потім в місті Чорнушка Пермського краю.
Микола Степанович Ведерніков помер 29 грудня 2011 року в місті Чорнушка Пермського краю.

## Нагороди
- Медаль «Золота Зірка» Героя Радянського Союзу (27.06.1945, № 8642)
- Орден Леніна (27.06.1945).
- Орден Леніна.
- Орден Червоного Прапора (19.08.1944)
- Орден Вітчизняної війни 1-го ступеня (06.04.1985)
- Орден Слави 2-го ступеня (05.05.1945)
- Орден Слави 3-го ступеня (22.10.1944)
- Медаль «За відвагу» (12.02.1944)[1].

## Пам'ять
- На батьківщині М.С. Ведернікова у селі Верхні Татишли Татишлинського району Башкортостану його ім'ям названа вулиця.
- Погруддя М.С. Ведернікова у числі 12 Героїв Радянського Союзу і 2 повних кавалерів ордена Слави жителів — Чернушинського району, встановлено на Алеї Слави, відкритої 9 травня 2010 року в місті Чорнушка.